# Эриксен, Чарльз
Чарльз Ф. Эриксен (англ. Charles F. Ericksen; 20 июня 1875, Тёнсберг, Эстланд — 23 февраля 1916, Бруклин, Нью-Йорк) — американский борец вольного стиля, чемпион летних Олимпийских игр 1904.
На Играх 1904 в Сент-Луисе Эриксен соревновался только в категории до 71,7 кг. Он выиграл у Уильяма Бекмена в финале, выиграв золотую медаль.